# Милутин Смиљковић
Милутин Смиљковић (Прибој, 1912 — Винарце, јул 1944) био је учесник Народноослободилачке борбе. 

## Биографија
Основну школу је завршио у Винарцу. Током окупације у Другом светском рату учествовао је у диверзантским акцијама. У његовој кући је одржан договорни састанак за напад на жандармеријску станицу у Печењевцу јануара 1942. године. Члан КПЈ постао је децембра 1941. године, а 1944. био је секретар Градског бироа КПЈ за Лесковац. Стрељан је у Винарцу.
Основна школа у Винарцу носи име по њему.
Биста овом борцу подигнута је одмах после ослобођења ових крајева, 29. новембра 1944. године. Открио је Ђорђе Јовић, председник Општинског одбора СУБНОР-а Лесковац. Аутор бисте био је вајар Ђорђе Васић.